# Indiennachtschwalbe
Die Indiennachtschwalbe (Caprimulgus asiaticus) oder Hindunachtschwalbe ist eine Vogelart aus der Familie der Nachtschwalben (Caprimulgidae).
In der Vergangenheit wurde diese Art manchmal als Artgenossin der Madagaskar-Nachtschwalbe angesehen.
Sie kommt in Indien, Pakistan, Myanmar, Sri Lanka, Thailand und Indochina vor.
Ihr Verbreitungsgebiet umfasst trockenen und feuchten Laubwald, auch Bambuswälder, Buschland und lichte baumbestandene, auch steinige Flächen, gerne auch in der Nähe menschlicher Behausungen und kultivierter Flächen.

## Beschreibung
Die Indiennachtschwalbe ist mit 23–29 cm etwa taubengroß und wiegt zwischen 40 und 46 g. Sie hat kurze Flügel und einen kurzen Schwanz, auch der Kopf ist relativ klein.
Die Oberseite einschließlich der Oberflügel ist überwiegend grau mit braunen bis schwarzbraunen Streifen, der Scheitel hat breite schwärzliche Streifen mit rotbraunen Begrenzungen.
Das Nackenband ist gut abgrenzbar. An der Kehle sind seitlich große weiße Flecken. Auf den Schulterfedern finden sich schwarze Dreiecke.
Bei beiden Geschlechtern finden sich keine weißen oder nur schwach ausgeprägte Flecken auf den vier Handschwingen.
Die beiden äußeren Steuerfedern tragen breite weiße Flecken.

## Stimme
Der Ruf des Männchens wird als charakteristisches chuk-chuk-chuk-chuk-k-k-k-roo beschrieben.

## Geografische Variation
Es werden folgende Unterarten unterschieden:
- C. a. asiaticus Latham, 1790, Nominatform – in Südostpakistan und Indien bis Myanmar, Nord- und Südthailand und Südindochina

- C. a. eidos J. L. Peters, 1940 – Sri Lanka

Außerdem wurden folgende Unterarten vorgeschlagen:
- C. a. gurgaoni Koelz, 1939  – Nordwestindien (Synonym: C. a. asiaticus)
- C. a. siamensis Meyer de Schauensee, 1934 – Nordthailand (Synonym: C. a. asiaticus)

## Lebensweise
Die Nahrung besteht aus nachts fliegenden Insekten wie Nachtfaltern, Grillen, Heuschrecken, Käfern. Außerhalb der Brutzeit ernährt sie sich auch von Wolfsmilch-Blüten.
Die Brutzeit liegt zwischen Februar und September, meist jedoch zwischen April und Mai. Die meist zwei blass rosa bis kräftig lachsfarbenen gefleckten oder gepunkteten Eier werden direkt ohne Nest auf den Erdboden gelegt und von beiden Eltern bebrütet.

## Gefährdungssituation
Die Indiennachtschwalbe gilt als „nicht gefährdet“ (least concern).